# Shelley Morrison

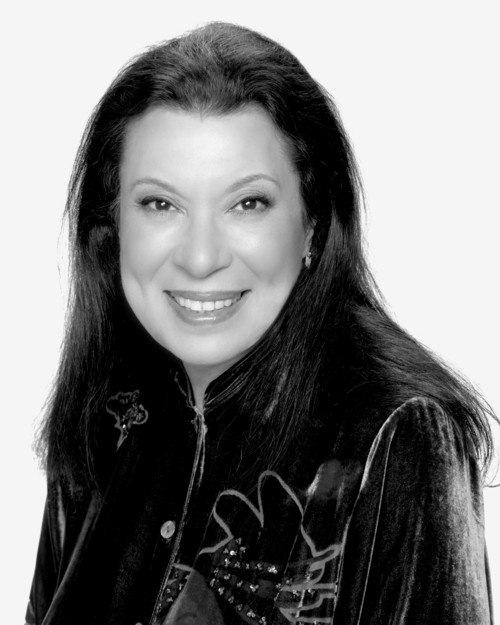
Shelley Morrison

Shelley Morrison, eigentlich Rachel Mitrani (* 26. Oktober 1936 in New York City, New York; † 1. Dezember 2019 in Los Angeles, Kalifornien), war eine US-amerikanische Schauspielerin.

## Leben
Morrison kam 1936 in New York City als Tochter spanischstämmiger Juden zur Welt. Ihr Vater Maurice, ein Kleidermanufakteur, verstarb 1946, nur wenige Monate nachdem die Familie nach Los Angeles gezogen war.
Nach dem High-School-Abschluss begann Morrison ihr Schauspielstudium am Los Angeles City College. Parallel dazu gelang es ihr, mit ersten Nebenrollen in Filmen wie Scheidung auf amerikanisch (1967) und Zärtlich schnappt die Falle zu (1968) auf sich aufmerksam zu machen. Von 1967 bis 1970 war sie in der Nebenrolle der Nonne Sister Sixto in der Sitcom The Flying Nun an der Seite von Sally Field zu sehen. In den folgenden Jahrzehnten wurde Morrison häufig mit der Darstellung von Nebenfiguren mit spanischem sowie mittel- oder südamerikanischem Hintergrund betraut.
Von 1999 bis 2006 spielte Morrison die Rolle des Dienstmädchens Rosario Inez Consuelo Yolanda Salazar in der US-Sitcom Will & Grace. Zunächst sollte die Figur nur in einer Episode auftreten, allerdings war Morrisons Darstellung so populär, dass sie diese Rolle am Ende in 67 weiteren Folgen spielte. 2001, 2002 und 2006 war sie jeweils für ihre Rolle in Will & Grace für den ALMA Award nominiert. Zuletzt trat sie 2012 mit Stimmrollen in Zeichentrickfilmen als Schauspielerin in Erscheinung. Ihr Schaffen umfasst mehr als 60 Film- und Fernsehproduktionen. 2014 war Morrison als ausführende Produzentin an der Dokumentation Weaving the Past: Journey of Discovery beteiligt, bei der ihr Ehemann Walter Regie führte. Eine Teilnahme an der Neuauflage von Will & Grace ab 2017 lehnte sie trotz einer Anfrage ab, da sie sich inzwischen in den Ruhestand zurückgezogen hatte.
Im Jahr 1973 heiratete die Schauspielerin Walter Dominguez, mit dem sie bis zu ihrem Tod verheiratet blieb. Das Paar, das mit Indianern eng befreundet war und sich insbesondere von den Siouxs fasziniert zeigte, adoptierte sechs Kinder nach indianischem Ritus. Nachdem Morrison mehrmals erfolgreich gegen Krebserkrankungen gekämpft hatte, starb sie im Dezember 2019 im Alter von 83 Jahren an Herzversagen.

## Filmografie (Auswahl)
- 1964–1965: Assistenzarzt Dr. Kildare (Dr. Kildare, Fernsehserie, Folgen 3x28, 4x20)
- 1965–1967: Laredo (Fernsehserie, 4 Folgen)
- 1966: Mein Onkel vom Mars (My favorite Martian, Fernsehserie, Folgen 3x23, 3x32)
- 1966: Castle of Evil
- 1966: Rauchende Colts (Gunsmoke, Fernsehserie, Folge 11x26)
- 1967: Scheidung auf amerikanisch (Divorce American Style)
- 1967–1970: The Flying Nun (Fernsehserie, 56 Folgen)
- 1968: Zärtlich schnappt die Falle zu (How to Save a Marriage and Ruin Your Life)
- 1969: Mackenna’s Gold
- 1971: Man and Boy
- 1972: Die Partridge Familie (The Partridge Family, Fernsehserie, Folge 3x11)
- 1973: Die Straßen von San Francisco (Die Straßen von San Francisco) (Fernsehserie, Folge 1x20)
- 1973: Heirat ausgeschlossen (Blume in Love)
- 1974: Kleine Teufel (Peopeltoys)
- 1975: Die Nacht, als die Marsmenschen Amerika angriffen (The Night That Panicked America)
- 1977: Soap – Trautes Heim (Soap, Fernsehserie, Folge 1x12)
- 1978: Ja lüg’ ich denn? (Rabbit Test)
- 1983: Max Dugans Moneten (Max Dugan Returns)
- 1985: Kids Don’t Tell
- 1989: Die Wilde von Beverly Hills (Troop Beverly Hills)
- 1991: Liebe, Lüge, Mord (Love, Lies and Murder)
- 1992: Mord ist ihr Hobby (Murder, She Wrote) (Fernsehserie, Folge 8x19)
- 1993: Columbo: Der Tote in der Heizdecke (It’s All in the Game, Fernsehreihe)
- 1994: Niemand hört den Schrei (Cries from the Heart)
- 1994: L.A. Law – Staranwälte, Tricks, Prozesse (L.A. Law, Fernsehserie, Folge 8x10)
- 1997: Fools Rush In – Herz über Kopf (Fools Rush In)
- 1997: Hör mal, wer da hämmert (Home Improvement, Fernsehserie, Folge 7x02)
- 1999–2006: Will & Grace (Fernsehserie, 68 Folgen)
- 2004: Große Haie – Kleine Fische (Große Haie – Kleine Fische)
- 2006: My Name Is Earl (Fernsehserie, Folge 2x11)
- 2006–2012: Meister Mannys Werkzeugkiste (Hanny Manny, Zeichentrickserie, 17 Folgen, Stimme)
- 2012: Foodfight (Zeichentrickfilm, Stimme)